# Moholms landskommun
Moholms landskommun var en tidigare kommun i dåvarande Skaraborgs län.

## Administrativ historik
Den inrättades vid kommunreformen 1952 genom sammanläggning av de tidigare kommunerna Beatebergs landskommun, Bällefors landskommun, Ekeskogs landskommun, Fägre landskommun, Hjälstads landskommun, Mo landskommun, Sveneby landskommun och Trästena landskommun.
Kommunen fick namn av Moholm för vilket Moholms municipalsamhälle inrättats 26 juni 1940 i Mo och Hjälstads landskommuner och vilket upplöstes i denna kommun med utgången av 1955.
Den upplöstes med utgången av år 1970, då dess område tillfördes Töreboda kommun.
Kommunkoden var 1635.

### Kyrklig tillhörighet
I kyrkligt hänseende tillhörde kommunen församlingarna Beateberg, Bällefors, Ekeskog, Fägre, Hjälstad, Mo, Sveneby och Trästena.

## Geografi
Moholms landskommun omfattade den 1 januari 1952 en areal av 297,09 km², varav 273,06 km² land.

### Tätorter i kommunen 1960
I Moholms landskommun fanns tätorten Moholm, som hade 600 invånare den 1 november 1960. Tätortsgraden i kommunen var då 15,9 procent.

## Politik

### Mandatfördelning i valen 1950-1966
| 15 | 11 | 3 | 6 |

| 33 |

| 15 | 11 | 4 | 5 |

| 31 |

| 13 | 13 | 3 | 6 |

| 29 | 6 |

| 14 | 12 | 4 | 5 |

| 28 | 7 |

| 12 | 14 | 3 | 6 |

| 27 | 8 |